# Caro (Michigan)
Caro è un comune degli Stati Uniti d'America, situato nello Stato del Michigan, nella Contea di Tuscola, della quale è anche il capoluogo.